# جورج گلدث‌ویت
جورج گلدث‌ویت (به انگلیسی: George Goldthwaite) سناتور سابق عضو حزب دموکرات ایالات متحده آمریکا بود. وی در سال ۱۸۷۱ تا ۱۸۷۷ میلادی سناتور ایالت آلاباما در سنای ایالات متحده آمریکا بود.